# Sosjerka

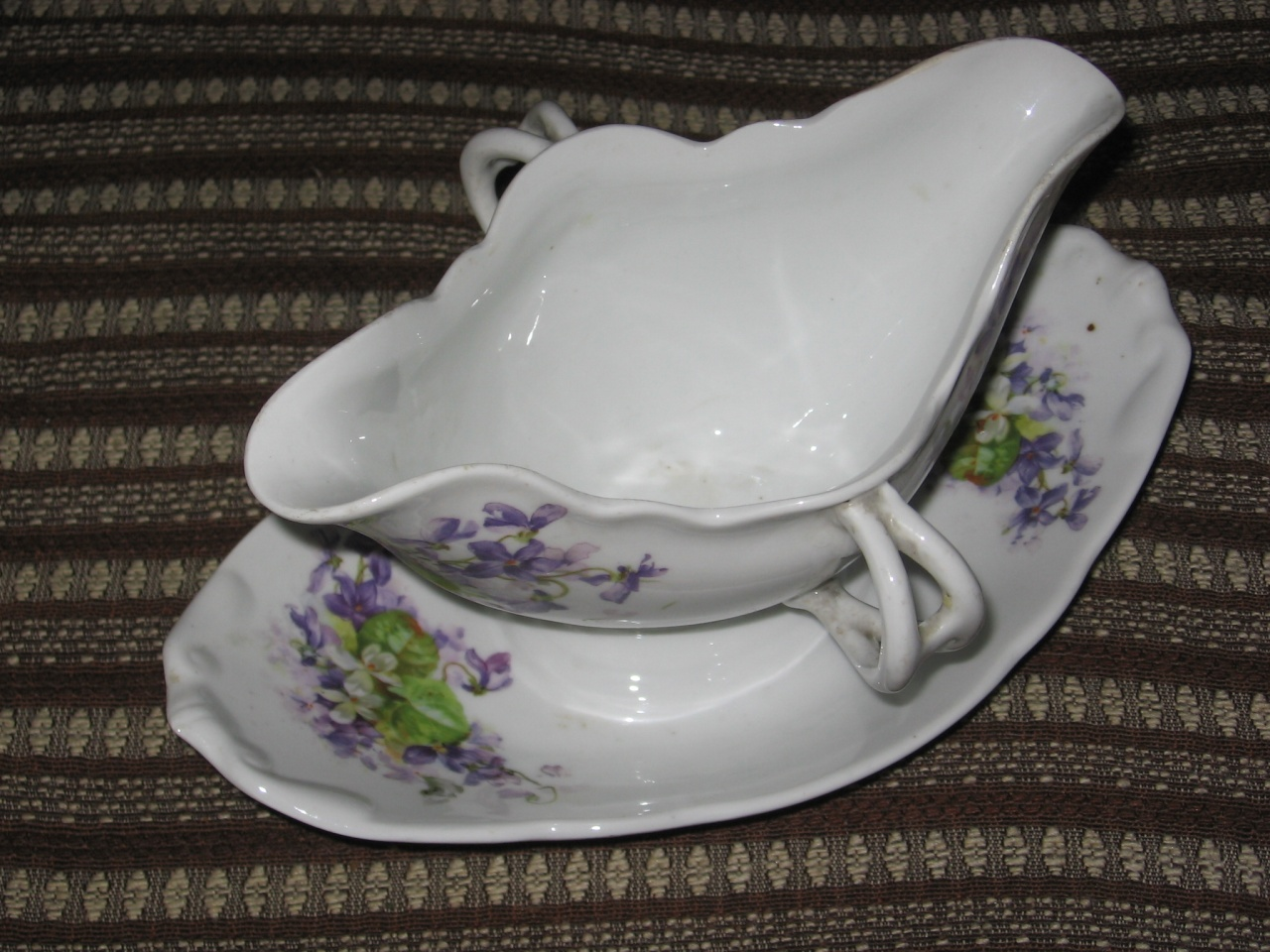
sosjerka z fabryki porcelany w Ćmielowie, wyrób z 1908

Sosjerka – rodzaj naczynia, element zastawy stołowej, przeznaczona do podawania sosów. 
Klasyczna sosjerka ma zazwyczaj kształt łódki z dwoma dziobkami i dwoma uchwytami, stojącej na podstawce. Czasami ma  kształt zbliżony do dzbanka, z jednym dziobkiem i pojedynczym uchwytem, czasem bez podstawki lub z nóżkami zamiast niej. Sosjerka zazwyczaj wykonywana bywa z porcelany lub podobnych materiałów (fajans, kamionka), ale także ze szkła lub metalu, współcześnie także plastiku. Często bywa zdobiona.